# Lijst van aardbevingen in 2002

## Lijst

### Januari
- 2 - Aardbeving in Vanuatu van 7,2 op de schaal van Richter.

### Februari
- 3 - Aardbeving in het westen van Turkije van 6,5 op de schaal van Richter. Er vielen 44 doden.

### Maart
- 3 - Aardbeving in het Hindoekoesjgebergte van 7,4 op de schaal van Richter. Er vielen 150 doden.
- 5 - Aardbeving bij Mindanao, Filipijnen van 7,5 op de schaal van Richter. Er vielen 15 doden.
- 25 - Aardbeving in het Hindoekoesjgebergte van 6,1 op de schaal van Richter. Er vielen minstens 1000 doden.
- 31 - Aardbeving in Taiwan van 7,1 op deschaal van Richter.

### April
- 1 - Aardbeving in Papoea-Nieuw-Guinea van 5,3 op de schaal van Richter. 36 mensen werden gedood door een aardverschuiving.
- 12 - Aardbeving in het Hindoekoesjgebergte van 5,9 op de schaal van Richter. Er vielen minstens 50 doden.
- 26 - Aardbeving bij de Marianen van 7,1 op de schaal van Richter.

### Juni
- 22 - Aardbeving in het westen van Iran van 6,5 op de schaal van Richter. Er vielen 261 doden.
- 28 - Aardbeving in China van 7,3 op de schaal van Richter.

### Augustus
- 19 - Twee aardbevingen in Fiji, beide van 7,7 op de schaal van Richter.

### September
- 8 - Aardbeving bij de noordkust van Nieuw-Guinea van 7,6 op de schaal van Richter.

### Oktober
- 10 - Aardbeving bij de noordkust van Irian Jaya van 7,6 op de schaal van Richter. Er vielen acht doden.
- 31 - Aardbeving in het zuiden van Italië van 5,9 op de schaal van Richter. Er vielen 29 doden.

### November
- 2 - Aardbeving bij Simeulue in Indonesië van 7,4 op de schaal van Richter.
- 3 - Aardbeving in Alaska van 7,9 op de schaal van Richter.
- 17 - Aardbeving ten noordwesten van de Koerilen van 7,3 op de schaal van Richter.
- 20 - Aardbeving in het noordwesten van Kasjmier van 6,3 op de schaal van Richter. Er vielen 19 doden.

1950 ·
1951 ·
1952 ·
1953 ·
1954 ·
1955 ·
1956 ·
1957 ·
1958 ·
1959 ·
1960 ·
1961 ·
1962 ·
1963 ·
1964 ·
1965 ·
1966 ·
1967 ·
1968 ·
1969 ·
1970 ·
1971 ·
1972 ·
1973 ·
1974 ·
1975 ·
1976 ·
1977 ·
1978 ·
1979 ·
1980 ·
1981 ·
1982 ·
1983 ·
1984 ·
1985 ·
1986 ·
1987 ·
1988 ·
1989 ·
1990 ·
1991 ·
1992 ·
1993 ·
1994 ·
1995 ·
1996 ·
1997 ·
1998 ·
1999 ·
2000 ·
2001 ·
2002 ·
2003 ·
2004 ·
2005 ·
2006 ·
2007 ·
2008 ·
2009 ·
2010 ·
2011 ·
2012 ·
2013